# Guaiacolsulfonate
Guaiacolsulfonate (còn được gọi là sulfoguaiacolum) là một axit sulfonic thơm được sử dụng trong y học như là một thuốc long đàm.